# Louis-Victor de La Douespe
Pour les articles homonymes, voir Ladouespe.
Louis de La Douespe est un homme politique français né le 2 juillet 1779 à Mouchamps (Vendée) et décédé le 18 février 1850 à Mouchamps.

## Biographie
Louis-Victor de La Douespe est le fils de Jacques Louis Étienne de La Douespe, avocat au parlement de Paris, commissaire du directoire et maire de Mouchamps, et de Jeanne Catherine Loyau. Il épouse Pauline Marchegay du Fief en 1801.
Propriétaire, maire de Mouchamps, il est député de la Vendée de 1830 à 1831, siégeant dans la majorité soutenant la monarchie de Juillet.

## Sources
- « Louis-Victor de La Douespe », dans Adolphe Robert et Gaston Cougny, Dictionnaire des parlementaires français, Edgar Bourloton, 1889-1891 [détail de l’édition]